# Otthoni videójáték-konzol
Az otthoni videójáték-konzol egy olyan videójáték-konzol, ami főként otthoni használtra van szánva. A kézi videójáték-konzolokkal ellentétben nem rendelkezik beépített akkumulátorral vagy kijelzővel. Már az 1950-es években léteztek videójátékok, de az azokat futtató számítógépek nem voltak otthoni használatra alkalmasak. A legelső otthoni videójáték-konzol a Magnavox cég Magnavox Odyssey terméke volt, ami 1972-ben jelent meg.
Jelmagyarázat
     – a generáció legkelendőbb konzolja.
     – a generáció második legkelendőbb konzolja.
     – a generáció harmadik legkelendőbb konzolja.
     – a gyártó jelentetett meg konzolt ebben a generációban, azonban annak eladásai révén nem került a három legkelendőbb közé.
 –  – a gyártó nem jelentetett meg konzolt ebben a generációban
 †  – jelenleg piacon lévő konzol.
| Fejlesztő         | Generáció                        | Generáció                | Generáció                    | Generáció                 | Generáció                   | Generáció                   | Generáció                   | Generáció                    |
| Fejlesztő         | Első                             | Második                  | Harmadik                     | Negyedik                  | Ötödik                      | Hatodik                     | Hetedik                     | Nyolcadik                    |
| ----------------- | -------------------------------- | ------------------------ | ---------------------------- | ------------------------- | --------------------------- | --------------------------- | --------------------------- | ---------------------------- |
| Atari             | Home Pong (150 000)              | Atari 2600 (30 millió)   | Atari 7800 (1 millió)        | –                         | Atari Jaguar (250 000)      | –                           | –                           | –                            |
| Coleco            | Telstar (1 millió)               | ColecoVision (2+ millió) | –                            | –                         | –                           | –                           | –                           | –                            |
| Nintendo          | Color TV-Game sorozat (3 millió) | –                        | NES (61,91 millió)           | Super NES (49,1 millió)   | Nintendo 64 (32,93 millió)  | GameCube (21,74 millió)     | Wii (101,63 millió)         | Wii U (13,56 millió)         |
| Magnavox/ Philips | Odyssey (330 000)                | Odyssey² (2 millió)      | Videopac + G7400 (n.a.)      | CD-i (570 000)            | –                           | –                           | –                           | –                            |
| Mattel            | –                                | Intellivision (3 millió) | –                            | –                         | –                           | –                           | HyperScan (n.a.)            | –                            |
| Sega              | –                                | –                        | Master System (10–13 millió) | Mega Drive (33,75 millió) | Sega Saturn (9,26 millió)   | Dreamcast (9,13 millió)     | –                           | –                            |
| NEC               | –                                | –                        | –                            | TurboGrafx–16 (10 millió) | PC-FX (400 000)             | –                           | –                           | –                            |
| Sony              | –                                | –                        | –                            | –                         | PlayStation (102,49 millió) | PlayStation 2 (>155 millió) | PlayStation 3 (83,8 millió) | PlayStation 4† (70,6 millió) |
| Microsoft         | –                                | –                        | –                            | –                         | –                           | Xbox (24 millió)            | Xbox 360 (84 millió)        | Xbox One† kb. 25–30 millió   |